# Gli ammutinati dell'astronave
Gli ammutinati dell'astronave (Starship: Mutiny) è un romanzo fantascientifico del 2005 dallo scrittore statunitense Mike Resnick, primo capitolo della serie Starship che ha per protagonista Wilson Cole e il suo equipaggio e comprende cinque romanzi.

## Trama

### LaTheodore Roosevelt
Il comandante Wilson Cole viene inviato sulla Theodore Roosevelt, astronave da guerra della flotta della Repubblica in pattuglia presso l'orlo della Galassia, dove prende l'incarico di secondo ufficiale. In passato Cole per le sue azioni militari nel corso della guerra, tuttora in corso, contro la Federazione Teroni, ha ricevuto tre Medaglie al Coraggio e due Menzioni per Valore Eccezionale, ma è stato anche per due volte rimosso dal comando della sua astronave, per il suo comportamento poco ortodosso e quasi ribelle.
Sulla Teddy R Cole inizia a confrontarsi e scontrarsi col capitano della nave Makeo Fujiama, detto Monte Fuji per la sua imponente corporatura, e soprattutto con il primo ufficiale, il comandante Podok, una femmina Polonoi, molto ligia ai regolamenti e insofferente al modo di operare autonomo di Cole. Sulla nave si alternano al comando il capitano Fujiama, il comandante Podok e Wilson Cole, in turni di otto ore.
A bordo della Teddy R Cole ritrova anche il vecchio amico Forrice, fa la conoscenza di Sharon Blacksmith, capo della Sicurezza ed incomincia a conoscere le caratteristiche della nave ed i suoi possibili punti deboli.

### Missione su Rapunzel
Durante il suo primo turno di comando, mentre Fujiama e Podok stanno dormendo, Cole riceve dal tenente Christine Mboya, ufficiale di coperta, l'informazione che una nave di Bortel II è atterrata su Rapunzel, un pianeta della Repubblica, a 30 anni luce dalla posizione corrente della Teddy R. Poiché Bortel II ha da poco aderito alla Federazione Teroni, secondo Cole questa azione deve essere considerata una violazione della sovranità della Repubblica, pertanto il comandante ordina al pilota Wxakgini di fare rotta su Rapunzel, senza avvisare il capitano Fujiama.
Arrivati nei pressi di Rapunzel, Cole ha modo di esaminare una immagine della nave Bortellita, senza dubbio una nave da guerra delle più recenti, che può imbarcare 300 membri di equipaggio e molto più potente della Teddy R. Per scoprire cosa è accaduto su Rapunzel, se i Bortelliti hanno preso il controllo del pianeta, senza mettere in pericolo la Teddy R, Cole - assieme al tenente Mboya e al molariano Forrice - sale a bordo della navetta Kermit per atterrare sul pianeta, lasciando il capitano Fujiama all'oscuro. Dopo essere stati contattati via radio dal pianeta, la navetta non atterra sullo spazioporto, ma prosegue nella zona in cui è notte, prendendo tempo per analizzare le caratteristiche di Rapunzel e di Bortel II e per scoprire infine quale potrebbe essere la missione della nave Bortellita: ottenere energia dai vulcani di Rapunzel.
Dopo avere obbligato la Kermit ad atterrare nella zona di montagna in cui si sta svolgendo la loro missione, i soldati Bortelliti prendono prigioniero il solo Cole, che potrebbe rivelarsi un ostaggio di valore, mentre gli altri due ufficiali vengono rilasciati. Dopo una giornata di interrogatori sotto stretta sorveglianza, al tramonto, sfruttando le difficoltà visive dei soldati nemici, Cole riesce a fuggire attraverso boschi, dirupi e ruscelli, per ricevere poi aiuto da Carson Potter, un uomo della vicina città chiamata Pinocchio.
Giunto a Pinocchio con l'aiuto di Potter, Cole mette in atto un piano: dapprima invia una richiesta - non rintracciabile - ai Bortelliti, perché la situazione venga a conoscenza delle autorità della Repubblica, quindi si fa intervistare da un canale di informazione locale, in modo che anche la popolazione sappia che adesso i Bortelliti non sono più neutrali, ma devono essere considerati dei nemici. Il piano ha successo, le navi militari della Repubblica entrano in azione, eliminando la minaccia Bortellita su Rapunzel, mentre Cole, finalmente libero, viene condotto sulla Xerxes, nave ammiraglia della flotta repubblicana.

## Personaggi
- Wilson Cole, comandante, secondo ufficiale della Theodore Roosevelt
- Makeo Fujiama, capitano della Theodore Roosevelt
- Podok, comandante, primo ufficiale della Theodore Roosevelt
- Forrice, comandante
- Rachel Marcos, guardiamarina
- Sharon Blacksmith, capo della Sicurezza

## Edizioni
- Mike Resnick, Gli ammutinati dell'astronave, traduzione di Fabio Feminò, collana Urania n. 1579, Mondadori, 2012,  p. 249.